# August Macke
August Macke (Meschede, 3 de janeiro de 1887 — Perthes-lès-Hurlus, Champanhe, 26 de setembro de 1914) foi um pintor expressionista alemão.
Ele viveu um período particularmente inovador na arte alemã, com o desenvolvimento do expressionismo e a chegada dos sucessivos movimentos de vanguarda que foram surgindo no resto da Europa. Como verdadeiro artista de seu tempo, Macke soube integrar em sua pintura os elementos que mais lhe interessavam da vanguarda.

## Vida
Nasceu em Meschede, Alemanha. Seu pai, August Friedrich Hermann Macke (1845-1904) era um empreiteiro, e sua mãe, Maria Florentine (1848-1922), vinha de uma família de agricultores da região de Sauerland. A família morou em Colônia, na Brüsseler Straße, até os 13 anos de idade. Depois disso, viveu a maior parte de sua vida criativa em Bonn, com exceção de alguns períodos passados no Lago Thun (Suíça) e algumas viagens a Paris, Itália, Holanda e Tunísia. Em Paris, onde chegou pela primeira vez em 1907, Macke entrou em contato com o trabalho dos impressionistas. Em 1910, através de seu amigo Franz Marc, conheceu Kandinsky e por um tempo compartilhou a estética não-objetiva e os interesses simbólicos e místicos de Der Blaue Reiter.
O encontro de Macke com Robert Delaunay em Paris em 1912 foi uma revelação para ele. O Cubismo Cromático de Delaunay, chamado Orfismo por Guillaume Apollinaire, definitivamente influenciou a arte de Macke daquele ponto em diante. Suas vitrines podem ser consideradas uma interpretação pessoal das vitrines de Delaunay, combinadas com as imagens futuristas que ele viu na Itália. O ambiente exótico da Tunísia, que Macke visitou com Paul Klee e Louis Moilliet em 1914, foi fundamental na abordagem da luz em sua etapa final, na qual criou uma série de obras que atualmente são consideradas obras-primas. A carreira de Macke foi interrompida por sua morte prematura em setembro de 1914, na linha de frente da Primeira Guerra Mundial.

## Obras
- 1905, "Angler am Rhein"
- 1909, "Selbstportrait mit Hut", Städtisches Kunstmuseum Bonn
- 1910, "Akt mit Korallenkette", Sprengel Museum Hanôver
- 1910, "Bildnis Franz Marc", Neue Nationalgalerie, Berlim
- 1911, "Marienkirche im Schnee", Hamburger Kunsthalle
- 1911, "Dorfstrasse mit Kirche in Kandern", Museum für Neue Kunst Freiburg
- 1911, "Der Sturm", Saarland-Museum, Saarbrücken
- 1911, "Gemüsefelder", Städtisches Kunstmuseum Bonn
- 1912, "Großes helles Schaufenster", Sprengel Museum, Hanôver
- 1912, "Farbige Komposition (Hommage à Johann Sebastian Bach)"
- 1913, "Farbige Formen I", Westfälisches Landesmuseum, Münster
- 1913, "Sonniger Weg", Westfälisches Landesmuseum Münster
- 1913, "Promenade in Braun und Grün", Clemens-Sels-Museum, Neuss
- 1913, "Farbige Formen II", Wilhelm-Hack-Museum, Ludwigshafen
- 1914, "Reiter und Spaziergänger in der Allee", Museum am Ostwall, Dortmund
- 1914, "Beflaggte Kirche", Städtisches Museum Mülheim an der Ruhr
- 1914, "Hutladen", Museum Folkwang, Essen
- 1914, "Kathedrale zu Freiburg in der Schweiz", Kunstsammlung NRW, Düsseldorf
- 1914, "Rotes Haus im Park" Städtisches Kunstmuseum, Bonn
- 1914, "Seiltänzer", Städtisches Kunstmuseum, Bonn
- 1914, "Promenade", Staatsgalerie Stuttgart
- 1914, "Lesender Mann im Park", Museum Ludwig, Köln

## Galeria

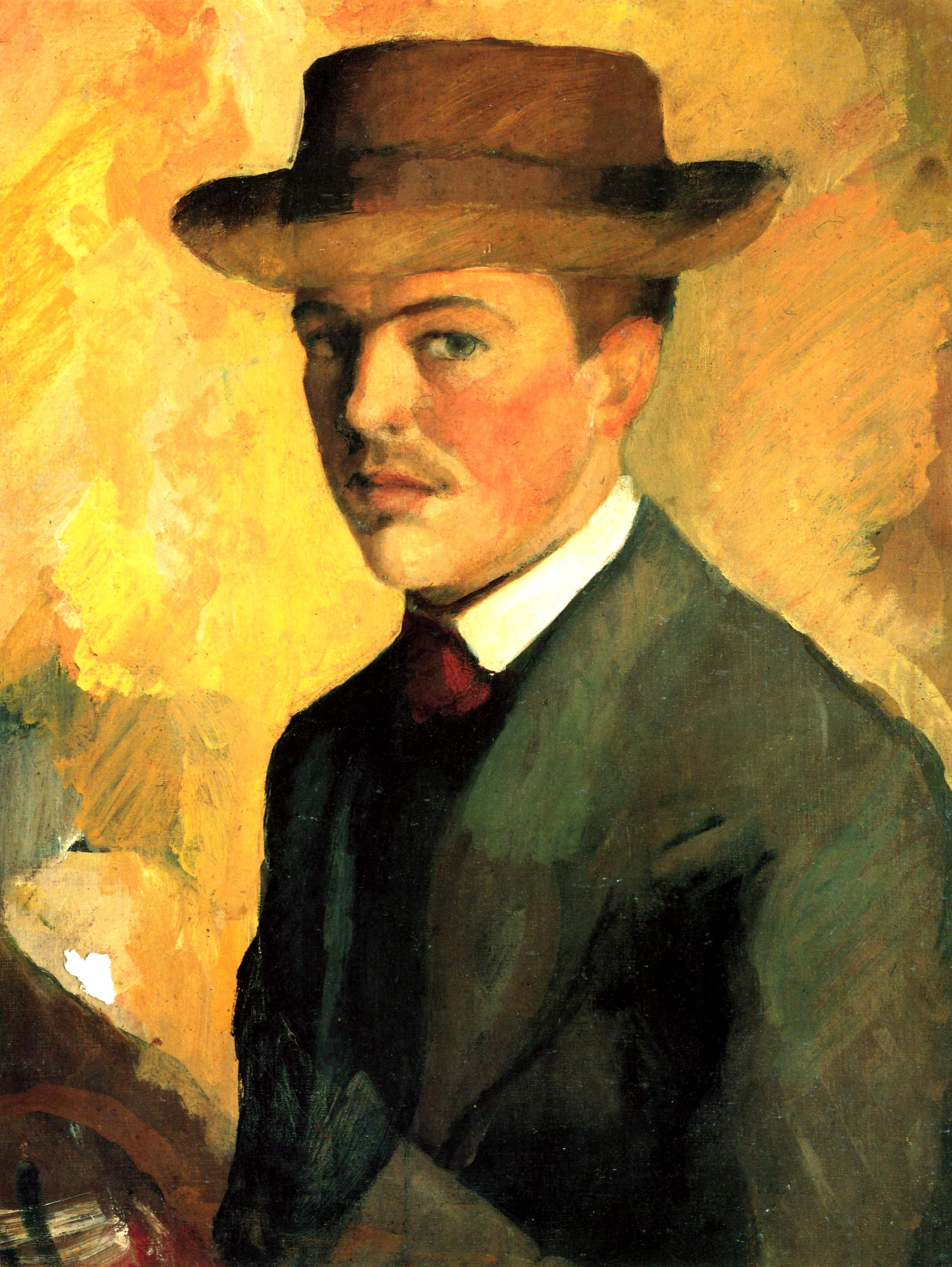
Auto-retrato com chapéu, 1909
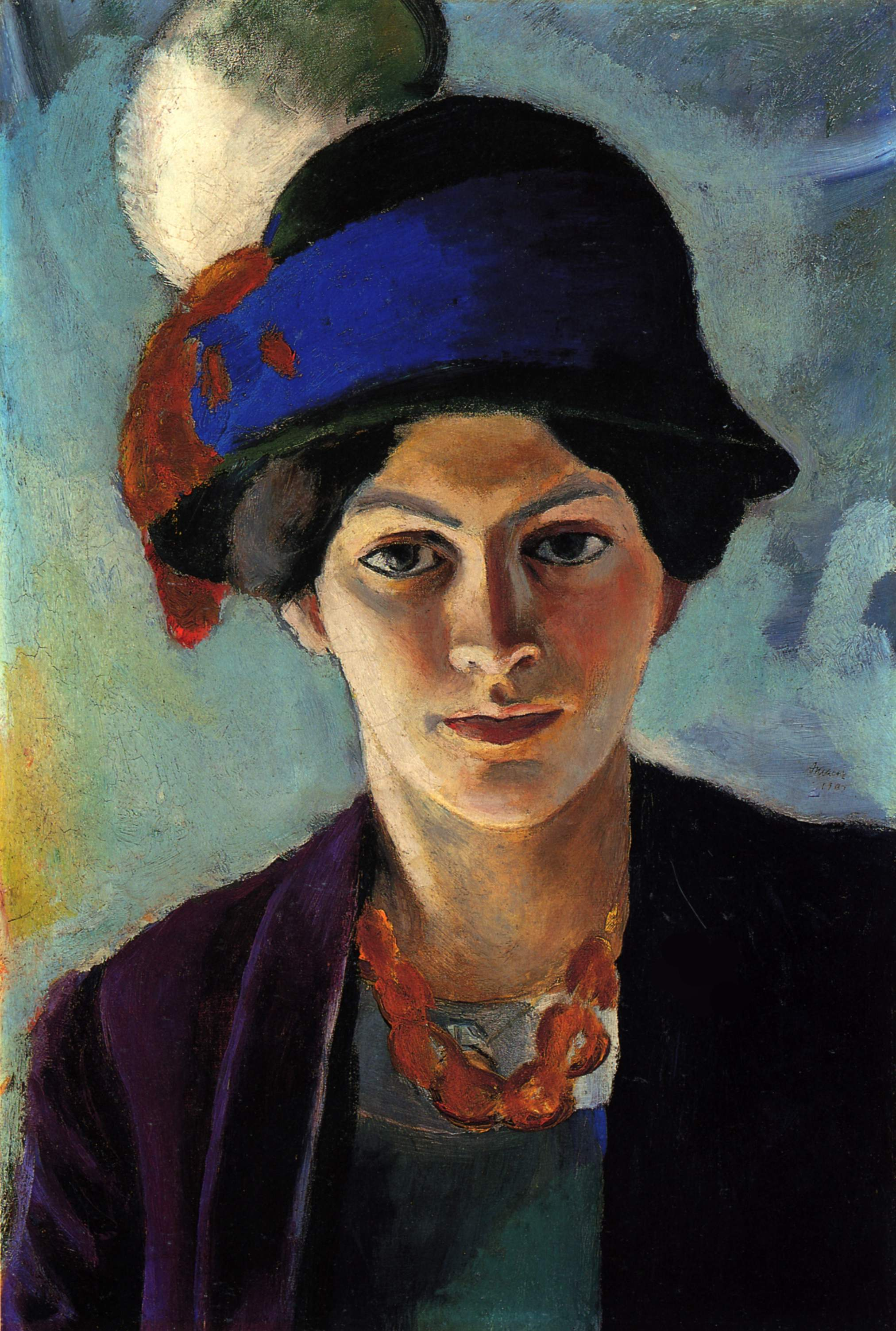
Retrato da esposa do artista com chapéu, 1909
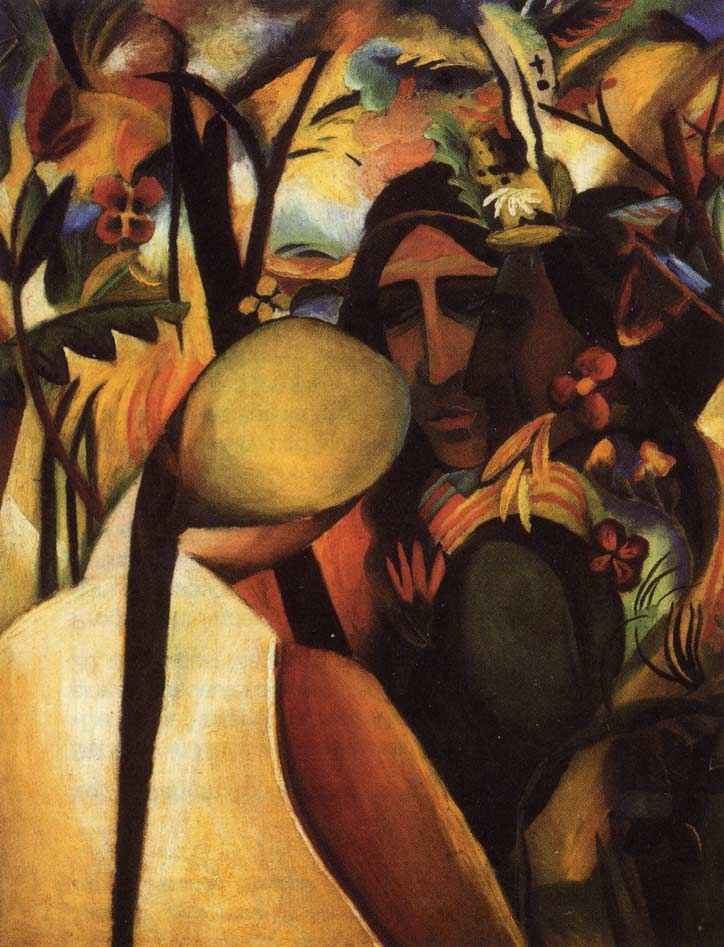
Índios, 1911
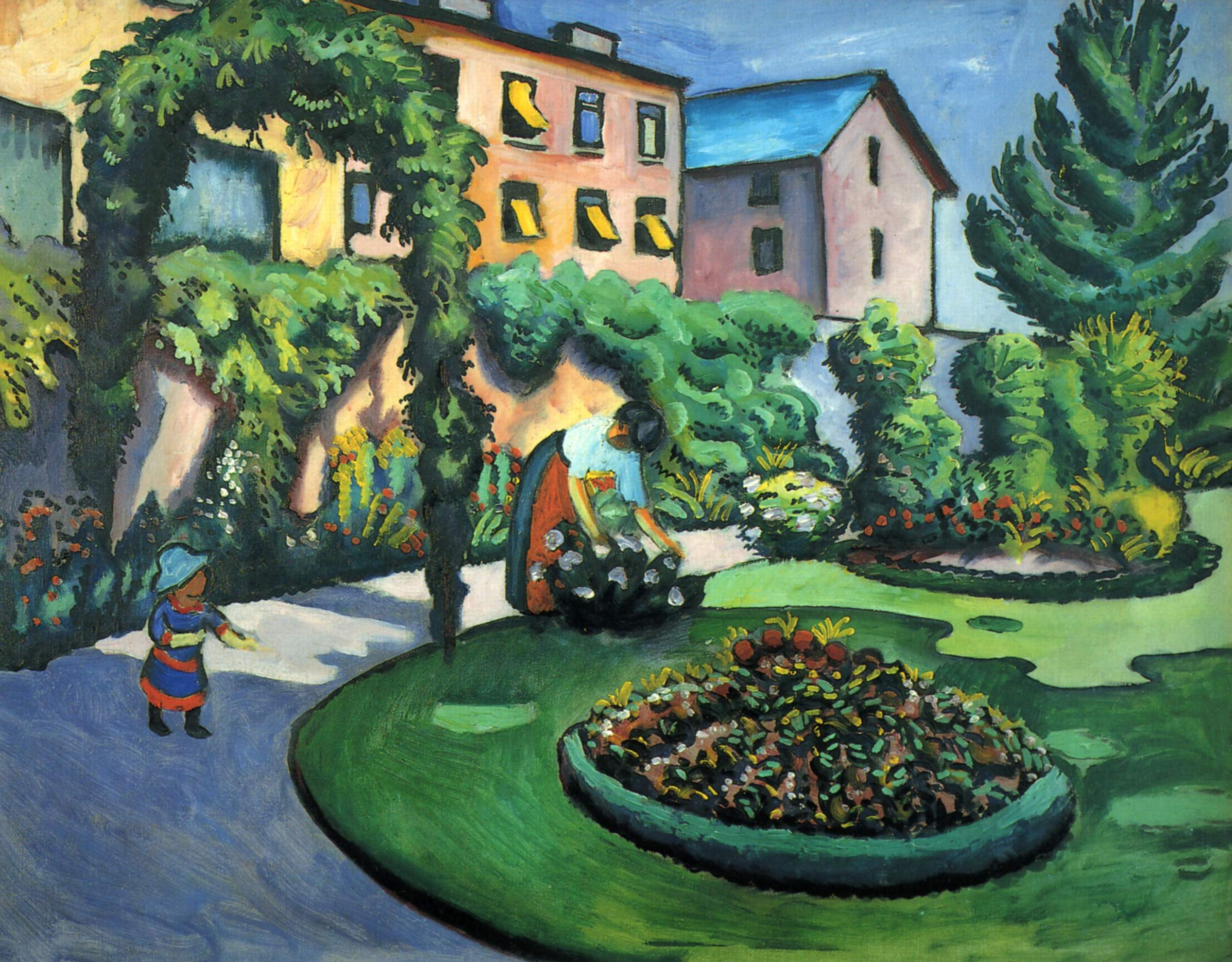
Nosso jardim com canteiro de flores, 1911